# Campionati europei di ginnastica artistica 2011 - Trave di equilibrio
La finale della trave di equilibrio si è svolta il 10 aprile 2011, con inizio alle ore 14:05.

## Risultati
| Pos.    | Ginnasta            | Nazione     | Punteggio di partenza | Punteggio della giuria | Penalità | Totale |
| ------- | ------------------- | ----------- | --------------------- | ---------------------- | -------- | ------ |
| Oro     | Anna Dement'eva     | Russia      | 6,700                 | 8,650                  | -        | 15,350 |
| Argento | Carlotta Ferlito    | Italia      | 5,900                 | 8,600                  | -        | 14,500 |
| Bronzo  | Elisabetta Preziosa | Italia      | 5,900                 | 8,425                  | -        | 14,325 |
| 4       | Julie Croket        | Belgio      | 5,900                 | 8,250                  | -        | 14,150 |
| 5       | Ariella Kaeslin     | Svizzera    | 5,900                 | 8,225                  | -        | 14,125 |
| 6       | Vasilikī Millousī   | Grecia      | 5,500                 | 8,300                  | -        | 13,800 |
| 7       | Marta Pihan-Kulesza | Polonia     | 5,900                 | 6,950                  | -        | 12,850 |
| 8       | Hannah Whelan       | Regno Unito | 5,700                 | 6,250                  | -        | 11,950 |